# پرچم استان بریانسک
پرچم استان بریانسک در ۵ نوامبر ۱۹۹۸ پذیرفته شد.